# 洛里莫 (愛荷華州)
洛里莫（英語：Lorimor）是一個位於美國愛荷華州尤寧縣的城市。

## 地理
洛里莫的座標為41°07′35″N 94°03′21″W / 41.12639°N 94.05583°W，而該地的平均海拔高度為373米（即1224英尺）。

## 人口
根據2010年美國人口普查的數據，洛里莫的面積為0.98平方千米，當中陸地面積為0.98平方千米，而水域面積為0.00平方千米。當地共有人口360人，而人口密度為每平方千米367人。